# 九重インターチェンジ
九重インターチェンジ（ここのえインターチェンジ）は、大分県玖珠郡九重町大字右田にある大分自動車道のインターチェンジである。バス停留所を併設している。

## 歴史
- 1996年3月26日 : 玖珠IC - 湯布院IC間開通にともない供用開始。

## 接続する道路

### 直接接続
- 大分県道40号飯田高原中村線

### 間接接続
- 国道210号

## 料金所
ブース数：4

### 入口
- ブース数：2
  - ETC専用：1
  - ETC/一般:1

### 出口
- ブース数：2
  - ETC専用：1
  - 一般：1

## 九重バスストップ
九重バスストップ（ここのえバスストップ）は、九重インターチェンジに併設されたバス停留所である。バス事業者間では、九重インター（ここのえインター）という名称が使われており、一般的にはこの通称名で呼ばれている。停留所設備は料金所外に設置されており、当停留所に停車するバスは一度料金所を出てから停車する。
現在はゆふいん号のみが停車する。
| 路線愛称   | 運行会社                       | 方面 |
| ---------- | ------------------------------ | --- |
| ゆふいん号 | 西日本鉄道 亀の井バス 日田バス | 由布院行き：道の駅ゆふいん → 由布院駅前BC 福岡行き：玖珠IC → 甘木 → 高速基山 → 筑紫野 → 福岡空港国際線 → 天神高速BT・博多BT |

### のりかえ
- 九重町コミュニティバス九重縦断線「九重インター」バス停 - 高速バスストップと同一箇所に停留所が設置されている。
  - 九重町役場・福祉センター・文化センター → 恵良駅前 → 豊後森駅 → 塚脇
  - 豊後中村駅 → 飯田高原 → 牧の戸峠

## 周辺
- 九重連山
- 九重九湯
- 飯田高原

## 隣
E34 大分自動車道
(7) 玖珠IC/BS - (8) 九重IC/BS - 水分PA - (9) 湯布院IC/BS